# 平野隆一
平野 隆一（ひらの りゅういち、1965年〈昭和40年〉7月24日 - ） - ）は、日本の外交官。

## 人物
山口県出身。昭和63年3月に東京大学法学部卒業後、外務省入省。内閣参事官、在ユジノサハリンスク総領事、外務省大臣官房審議官、内閣官房内閣審議官（内閣情報調査室（国際テロ情報集約室次長））、在ロシア日本国大使館特命全権公使等を経て、2024年9月より、人事院事務総局審議官（研修・国際担当）を務める。

## 略歴
- 昭和63年4月　外務省入省[2]
- 平成元年　スタンフォード大学修士[3]
- 平成4年　在ロシア日本国大使館二等書記官[2]
- 平成9年　外務省経済局経済安全保障課海洋室首席事務官[3]
- 平成11年　在オーストラリア日本国大使館一等書記官[2]
- 平成13年　在ロシア日本国大使館[2]一等書記官[3]
- 平成15年　在ロシア日本国大使館参事官[3]
- 平成16年　外務省中東アフリカ局中東第二課企画官[3]
- 平成18年　外務省総合外交政策局軍縮不拡散・科学部通常兵器室長[2]
- 平成21年　内閣府国際平和協力本部事務局参事官（派遣担当）[2]
- 平成23年　在ロシア日本国大使館[2]公使参事官[3]
- 平成24年　在ロシア日本国大使館公使[3]
- 平成26年　内閣官房内閣参事官（情報セキュリティセンター）[2]
- 平成27年　内閣官房内閣参事官（内閣サイバーセキュリティセンター）[2]
- 平成28年　在ユジノサハリンスク総領事[4]
- 令和元年　外務省大臣官房参事官（のち大臣官房審議官）（危機管理担当 併任 国際情報統括官組織担当）[5]
- 令和2年　内閣官房内閣審議官（内閣情報調査室（国際テロ情報集約室次長））[6]
- 令和3年　特命全権公使（在ロシア日本国大使館在勤）[7]
- 令和6年　人事院事務総局審議官[8]

## 同期
- 青木豊（23年アルメニア大使）
- 赤松武（22年国際民間航空機関代表部大使）
- 岩﨑一郎（09年一橋大学経済研究所教授）
- 一方井克哉（22年ニジェール兼轄、 21年コートジボワール大使（トーゴ兼轄））
- 内川昭彦（23年モントリオール総領事）
- 宇山秀樹（22年デンマーク大使・20年欧州局長）
- 岡田健一（21年香港総領事）
- 小野啓一（24年インド兼ブータン大使、22年外務審議官（経済担当）・22年外務省経済局長・20年地球規模課題審議官）
- 小野日子（24年ハンガリー大使・22年外務報道官・21年外務省経済局長・内閣広報官）
- 海部篤（23年ウィーン代表部大使・21年軍縮不拡散・科学部長・20年儀典長）
- 小泉勉（24年ラオス大使、22年中華人民共和国大使館特命全権公使、20年外務省研修所長）
- 小林賢一（24年・特命全権大使（国際貿易・経済担当）・21年ラオス大使）
- 佐々山拓也（24年ウガンダ大使・20年トロント総領事）
- 鈴木光太郎（22年ボストン総領事・20年イラク大使）
- 髙杉優弘（21年コロンビア大使）
- 達増拓也（07年岩手県知事）
- 堤尚広（24年特命全権大使（人権担当兼国際平和貢献担当）・20年南スーダン大使）
- 林禎二（21年ブラジル大使・20年中南米局長）
- 船越健裕（25年外務事務次官・23年外務審議官（政務担当）・20年アジア大洋州局長）
- 松本太（22年イラク大使・19年ニューヨーク領事）
- 柳淳（23年シカゴ総領事・21年内閣審議官兼内閣情報調査室次長兼国際テロ情報集約室次長、18年在オーストリア大使館 公使）